# Będzin
Pour les articles homonymes, voir Będzin.
Będzin (prononciation : [ˈbɛndʑin]) (allemand : Bendzin, 1939–45 Bendsburg) est une ville industrielle du sud de la Pologne. Elle est située dans la voïvodie de Silésie (depuis 1999) et était auparavant située dans la voïvodie de  Katowice (de 1975 à 1998).

## Histoire
Avant la Seconde Guerre mondiale, Będzin avait une importante communauté juive. En septembre 1939 la Wehrmacht a occupé la ville. Par la suite, des Einsatzgruppen ont brûlé la synagogue et assassiné des habitants de confession juive amenés de force à l'intérieur. Enfin, lors de l'été 1943, la majorité des Juifs fut déportée vers Auschwitz où ils furent exterminés. Cependant, comme cela a été l'une des dernières communautés juives à être déportée et qu'une résistance juive s'y organisa sous l'impulsion du Hechaloutz combattant, celle de Będzin a eu plus de survivants que d'autres.

## Personnalités liées à la ville
- Simcha Bunim de Peshischa (1765 ou 1767-1827), Przysucha, un des plus importants leaders du mouvement hassidique en Pologne, y est né
- Alexandre Ryder (1891-1966) y est né
- Rutka Laskier (1929-1943) y a vécu
- Félicie Perleman (1909-1991) historienne et résistante belge y est née
- Charles (Karol) Lustiger, père du cardinal Jean-Marie Lustiger, y est né
- Charles (Karol) Mangel, père du mime Marcel Marceau, y est né
- Hirsch Barenblat, policier juif du ghetto de Będzin
- Sam Pivnik (né en 1926), survivant du génocide juif et auteur de l'ouvrage Rescapé, y est né.
- Frumka Płotnicka (1914-1943), résistante juive polonaise, y est morte pendant l'insurrection du ghetto.
- Yitzhok Zilberstein, rabbin orthodoxe, y est né en 1934.

## Le château

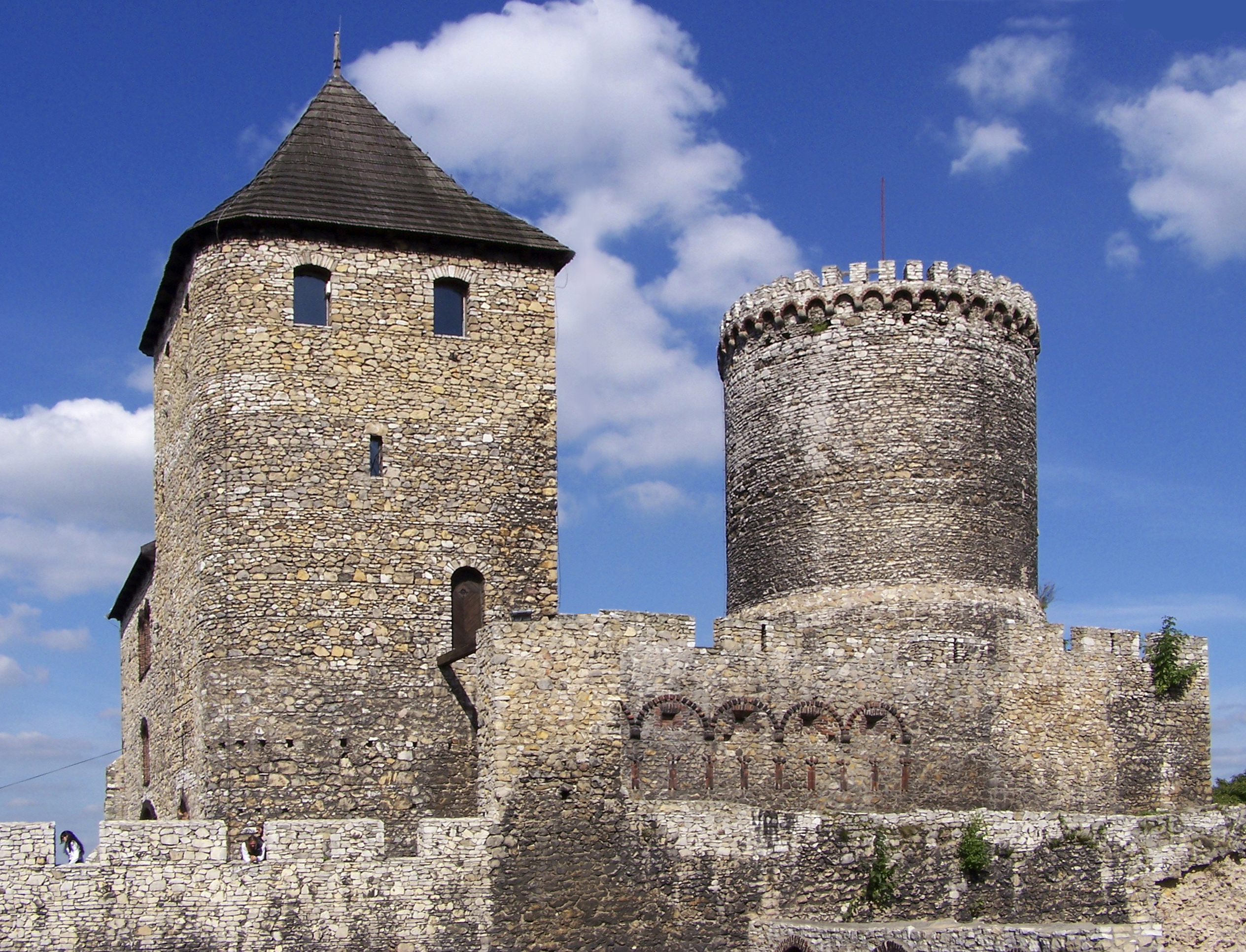
Château de Będzin

Ouvrage construit au début du XIIIe siècle. Le donjon du château n'est accessible que par une ouverture située au premier étage du bâtiment. 

## Jumelages
La ville de Będzin est jumelée avec :
- Basse-Ham (France) depuis le 10 janvier 2013
- Kaišiadorys (Lituanie) depuis le 21 octobre 2004
- Ijevsk (Russie) depuis le 11 juin 2004
- Tatabánya (Hongrie) depuis le 11 novembre 2000